# Disney Stars and Motor Cars Parade
La Disney Stars and Motor Cars Parade est une parade présentée aux Disney's Hollywood Studios de 2001 à 2008 à l'occasion du 100e anniversaire de Walt Disney, puis sous le nom Disney's Stars 'n' Cars au parc Walt Disney Studios de 2009 à 2015.

## Les parades

### Disney's Hollywood Studios
Cette parade a fait ses débuts à l'occasion du 100e anniversaire de Walt Disney en septembre 2001. Elle commençait le parcours à Backlot (à côté de Star Tours) et finissait sur le Hollywood Boulevard à côté de l'entrée. Elle a été remplacée par la Block Party Bash. 
- Nom de la parade : Disney Stars and Motor Cars Parade
- Première représentation : 1er octobre 2001
- Dernière représentation : 8 mars 2008
- Nombre de voitures : 15
- Durée : 25 min
- Parade suivante : Block Party Bash (depuis le 9 mars 2008)

### Walt Disney Studios
Étant donné l'ouverture du Hollywood Boulevard, la Star 'n' Cars était plus adapté au parc. La Disney Cinema Parade fut arrêtée en mars 2008, et remplacée par la parade floridienne. Elle fut aussi renommée Disney's Star'n'Cars.
- Nom de la parade : Disney's Stars'n'Cars
- Première représentation : 4 avril 2009

- Dernière représentation : 4 juillet 2015[1]

- Nombre de voitures : 12
- Durée : 13 min
- Ancienne parade : Disney Cinema Parade (1er juin 2002-31 mars 2008)

## Les voitures de la Parade

### Disney's Hollywood Studios
- Aladdin
- Blanche-neige
- Hercule
- La Petite Sirène
- Les méchants Disney
- Lilo & Stitch
- Mary Poppins
- Mickey et Minnie
- Monstres et compagnie
- Mulan
- Playhouse Disney
- Star Wars
- Toy Story 2
- Les Muppets
- Power Rangers

### Walt Disney Studios
- Aladdin et Jasmine
- Les Méchants Disney (Gaston, Cruella d'Enfer et la Reine de cœur)
- Donald et Daisy
- Lilo et Stitch
- Mary Poppins et Bert
- Mickey, Minnie et Dingo
- Monstres et compagnie (Sully)
- Mulan et Mushu
- Blanche-Neige et Simplet
- La Petite Sirène
- Toy Story 2 (Woody et Jessie)
- Ratatouille (Rémy et Émile) depuis 2010